# Parlamentní volby v Moldavsku 2021
Moldavské parlamentní volby 2021 byly předčasné parlamentní volby konající se 11. července 2021 v Moldavsku. Po rezignaci Iona Chicua se uvolnila pozice premiéra, přičemž parlament byl povinen do tří měsíců sestavit novou vládu. Po uplynutí ústavou stanovené lhůty a dvou neúspěšných pokusech získat souhlas parlamentu s navrženými vládami rozhodl Ústavní soud 15. dubna, že byly naplněny okolnosti odůvodňující rozpuštění parlamentu. Prezidentka Maia Sanduová podepsala 28. dubna dekret o rozpuštění parlamentu a byly vyhlášeny předčasné parlamentní volby.
Strana akce a solidarity (PAS) získala 52,80 % hlasů a 63 mandátů, čímž získala většinu ve 101členném parlamentu. Aliance Volební blok komunistů a socialistů (BECS) obdržela 27,17 % hlasů a získala 32 křesel, zatímco Strana Șora obdržela 5,74 % hlasů a získala šest křesel. Žádná další strana ani aliance nedosáhla volebního prahu potřebného k získání mandátu.
Moldavský ústavní soud uznal výsledky voleb 23. července.
Organizace pro bezpečnost a spolupráci v Evropě (OBSE) vyhodnotila volby jako soutěžní a dobře vedené, a to i přes nedostatečné řešení volebních sporů a problémů s financováním kampaně. Společenství nezávislých států (SNS) konstatovalo, že procedura proběhla v souladu s požadavky volebního řádu. Pozorovatelé SNS nezaznamenali žádná porušení, která by mohla ovlivnit výsledky voleb.

## Volební systém
101 křesel v parlamentu se volí poměrným zastoupením podle stranických kandidátních listin v jednom celostátním volebním obvodu. Volební seznam může obsahovat 51 až 103 kandidátů. Celostátní uzavírací klauzule se liší v závislosti na typu kandidátní listiny; pro jednotlivé strany nebo organizace činí 5 %, pro volební blok dvou nebo více stran 7 %. Pro nezávislé kandidáty činí klazule 2 %.

## Průzkumy veřejného mínění

Preference stran

## Výsledky

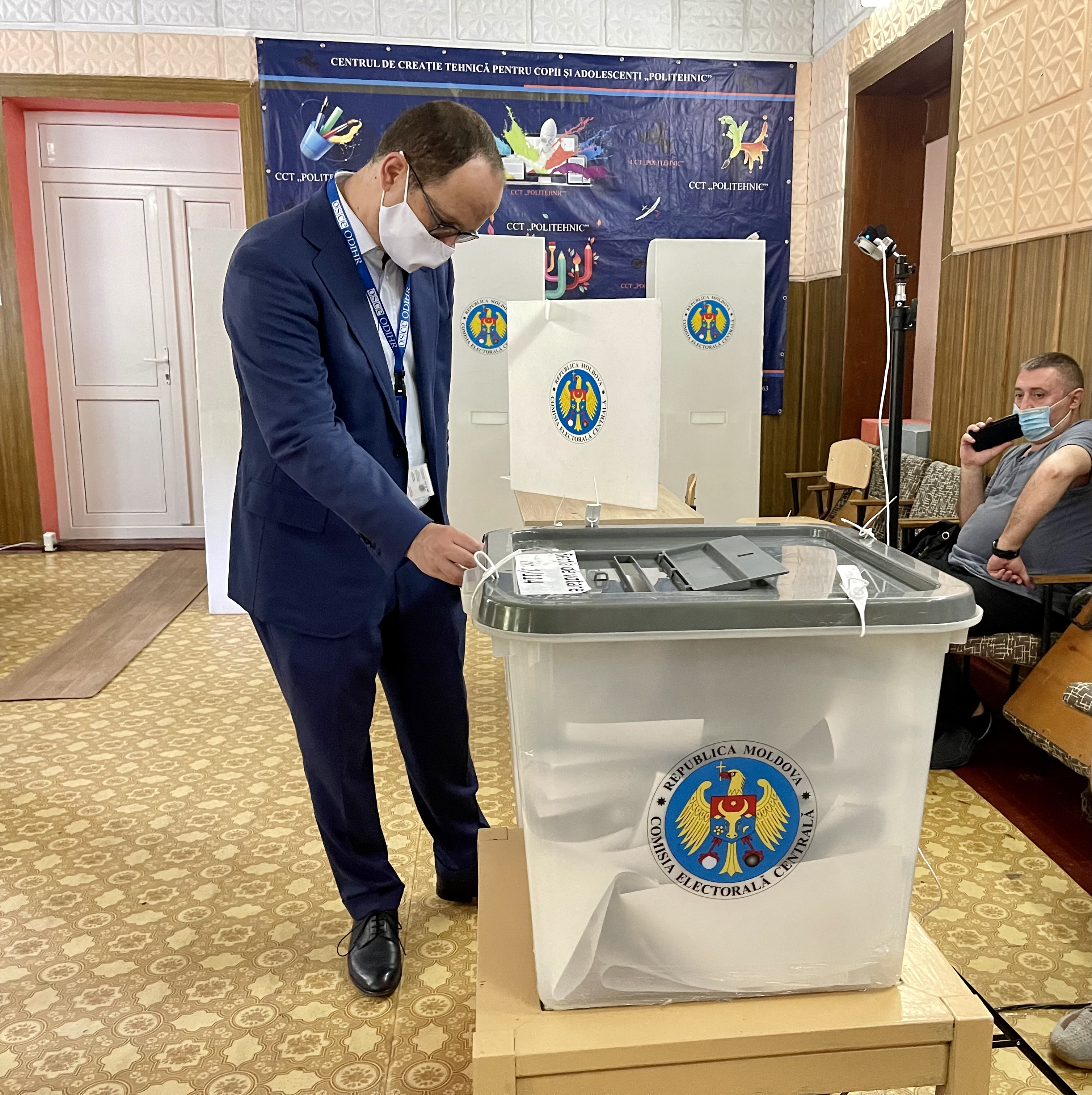
Zvláštní koordinátor OBSE Ditmir Bushati sleduje průběh voleb v Kišiněvě

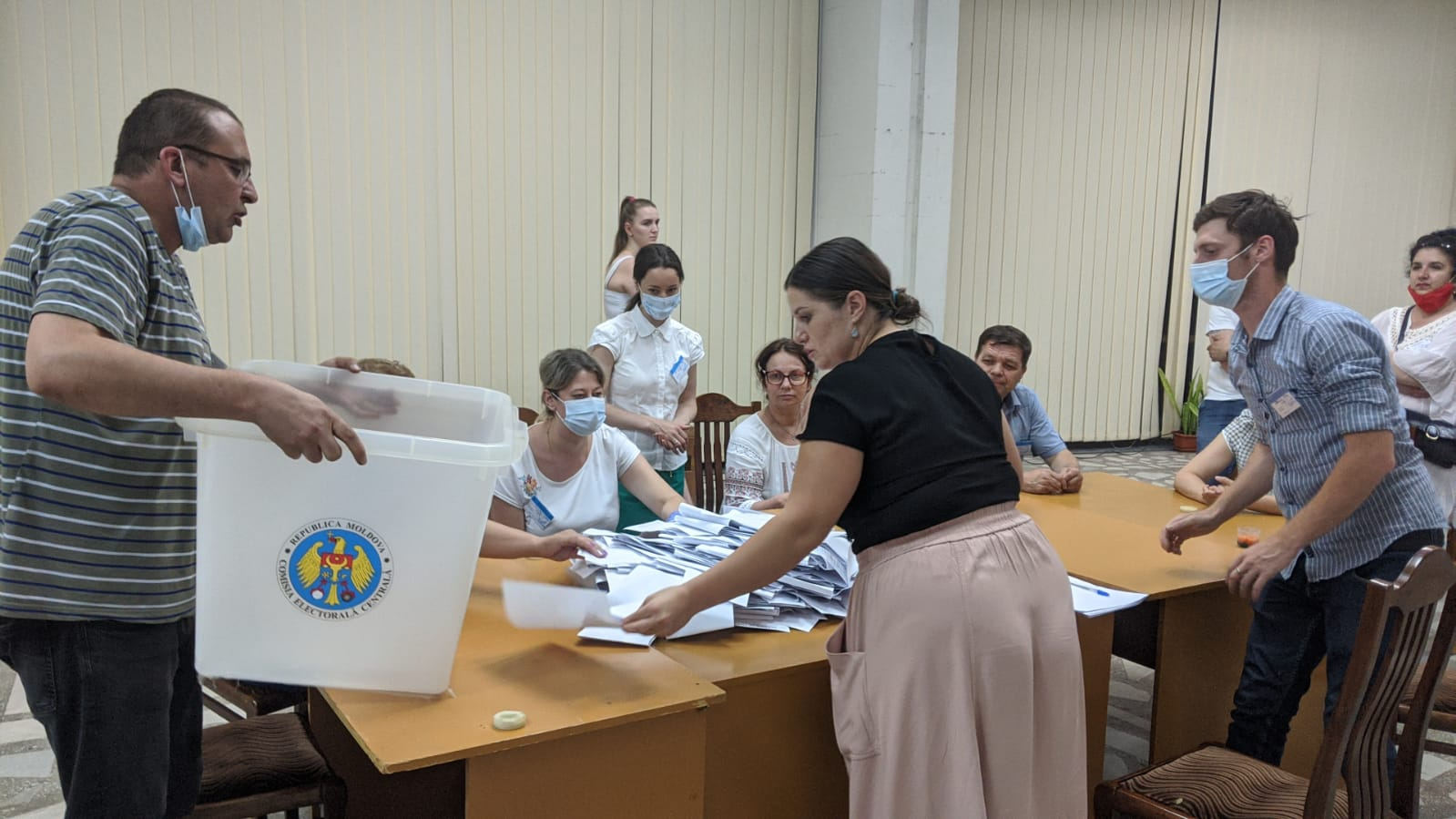
Uzavření volební místnosti v Kišiněvě

Strana akce a solidarity (PAS) získala 52,80 % hlasů a v parlamentu získala absolutní většinu, když obsadila 63 ze 101 křesel, tedy o 48 více. Po volbách to prohlásila moldavská prezidentka Maia Sanduová: "Doufám, že dnešek je pro Moldavsko koncem těžké éry, doufám, že dnešek je koncem vlády zlodějů nad Moldavskem."
Volební blok komunistů a socialistů (BECS) získal 32 mandátů, což je o tři méně než v předchozích volbách. Po volbách to prohlásil předseda Strany socialistů (PSRM) Igor Dodon: "Apeluji na budoucí poslance nového parlamentu, nesmíme dopustit novou politickou krizi v Moldavsku. Bylo by hezké, kdyby nastalo období politické stability."
Třetí a nejmenší stranou s parlamentním zastoupením se stala Strana Șora (ȘP), která získala šest mandátů s 5,74 % hlasů a zachovala si tak svůj parlamentní status z předchozího volebního období.
Dne 23. července potvrdil moldavský ústavní soud výsledky voleb.
|                           |                                           |             |       |        |         |      |
| Strana                    | Strana                                    | Počet hlasů | %     | ±      | Mandáty | ±    |
|                           | Strana akce a solidarity                  | 774 753     | 52,80 | +25,96 | 63      | +48  |
|                           | Volební blok komunistů a socialistů       | 398 675     | 27,17 | –7,73  | 32      | −3   |
|                           | Strana Șora                               | 84 187      | 5,74  | –2,58  | 6       | –1   |
|                           | Volební Blok "Renato Usatîi"              | 60 100      | 4,10  | +1,15  | 0       | 0    |
|                           | Strana platformy důstojnosti a pravdy     | 34 184      | 2,33  | –24,15 | 0       | –11  |
|                           | Demokratická strana Moldavska             | 26 545      | 1,81  | –21,81 | 0       | –30  |
|                           | Strana Demokracie na domácí půdě          | 21 255      | 1,45  | +1,13  | 0       | 0    |
|                           | Strana Budujeme Evropu doma               | 18 781      | 1,28  | Nová   | 0       | Nová |
|                           | Strana kolektivní akce - Občanský kongres | 11 269      | 0,77  | Nová   | 0       | Nová |
|                           | Aliance pro unii Rumunů                   | 7 216       | 0,49  | Nová   | 0       | Nová |
|                           | Strana národní jednoty                    | 6 646       | 0,45  | Nová   | 0       | Nová |
|                           | Strana rozvoje a konsolidace Moldavska    | 6 315       | 0,43  | Nová   | 0       | Nová |
|                           | Strana hnutí Naděje profesionálů          | 2 814       | 0,19  | –0,01  | 0       | 0    |
|                           | Strana změny                              | 2 452       | 0,17  | Nová   | 0       | Nová |
|                           | Strana lidové moci                        | 1 613       | 0,11  | Nová   | 0       | Nová |
|                           | Strana pracujícího lidu                   | 1 467       | 0,10  | Nová   | 0       | Nová |
|                           | Strana práva a spravedlnosti              | 1 444       | 0,10  | Nová   | 0       | Nová |
|                           | Nová historická možnost                   | 1 431       | 0,10  | Nová   | 0       | Nová |
|                           | Strana regionů Moldavska                  | 1 264       | 0,09  | –0,17  | 0       | 0    |
|                           | Ekologická strana zelených                | 1 202       | 0,08  | –0,15  | 0       | 0    |
|                           | Patrioti Moldavska                        | 892         | 0,06  | Nová   | 0       | Nová |
|                           | Nová strana                               | 197         | 0,01  | Nová   | 0       | Nová |
|                           | Nezávislí                                 | 2 514       | 0,17  | ?      | 0       | –3   |
| Celkem                    | Celkem                                    | 1 467 216   | 100   | —      | 101     | —    |
|                           |                                           |             |       |        |         |      |
| Platné hlasy              | Platné hlasy                              | 1 467 216   | 99,07 |        |         |      |
| Neplatné hlasy            | Neplatné hlasy                            | 13 749      | 0,93  |        |         |      |
| Celkem hlasů              | Celkem hlasů                              | 1 480 965   | 100   |        |         |      |
| Registrovaní voliči/účast | Registrovaní voliči/účast                 | 3 052 603   | 48,51 |        |         |      |
| Zdroj:                    |                                           |             |       |        |         |      |

### Volební účast
| Volební rok       | Čas   | Čas    | Čas    | Čas    | Čas    | Čas |
| Volební rok       | 9:30  | 12:30  | 15:30  | 18:30  | 21:00  |     |
| ----------------- | ----- | ------ | ------ | ------ | ------ | --- |
| 2019              | 5,90% | 24,00% | 37,40% | 45,70% | 49,10% |     |
| 2020              | 5,50% | 19,60% | 33,00% | 42,50% | 45,60% |     |
| 2021              | 8,80% | 23,70% | 33,20% | 41,90% | 48,30% |     |
| Zdroj: alegeri.md |       |        |        |        |        |     |

### Výsledky podle územně správních celků

Vítězná strana podle územních volebních komisí

| Č,     | Územní správní celek                   | %     | PAS   | BECS  | ȘOR   | BERU  | PPDA | PDM  | AUR  |
| ------ | -------------------------------------- | ----- | ----- | ----- | ----- | ----- | ---- | ---- | ---- |
| 1      | Kišiněv                                | 47,68 | 56,77 | 28,40 | 3,63  | 2,36  | 2,16 | 0,72 | 0,67 |
| 2      | Bălți                                  | 42,82 | 27,34 | 40,17 | 3,89  | 22,69 | 0,99 | 0,65 | 0,30 |
| 3      | Anenii Noi                             | 42,68 | 50,17 | 29,51 | 5,67  | 2,59  | 3,03 | 3,30 | 0,54 |
| 4      | Basarabeasca                           | 37,34 | 40,76 | 35,31 | 7,57  | 4,73  | 2,02 | 2,39 | 0,44 |
| 5      | Briceni                                | 41,29 | 25,49 | 50,77 | 8,82  | 5,95  | 1,52 | 1,78 | 0,21 |
| 6      | Cahul                                  | 39,71 | 53,55 | 29,63 | 4,15  | 2,65  | 1,49 | 0,86 | 0,68 |
| 7      | Cantemir                               | 37,65 | 55,82 | 22,11 | 5,01  | 3,90  | 3,02 | 2,82 | 0,70 |
| 8      | Călărași                               | 42,45 | 60,76 | 19,10 | 4,89  | 1,47  | 3,51 | 4,62 | 0,36 |
| 9      | Căușeni                                | 42,30 | 52,99 | 26,52 | 5,18  | 1,74  | 3,31 | 3,17 | 0,36 |
| 10     | Cimișlia                               | 39,24 | 56,19 | 24,59 | 4,22  | 1,70  | 2,58 | 4,69 | 0,34 |
| 11     | Criuleni                               | 48,74 | 65,87 | 15,64 | 6,45  | 1,51  | 3,09 | 1,68 | 0,57 |
| 12     | Dondușeni                              | 48,19 | 25,90 | 50,70 | 7,59  | 6,95  | 1,79 | 1,33 | 0,46 |
| 13     | Drochia                                | 42,19 | 39,02 | 34,88 | 7,52  | 9,93  | 1,94 | 0,85 | 0,35 |
| 14     | Dubăsari                               | 43,85 | 45,16 | 33,08 | 7,42  | 2,32  | 2,31 | 3,42 | 0,44 |
| 15     | Edineț                                 | 44,12 | 29,20 | 47,11 | 7,94  | 5,20  | 2,40 | 2,68 | 0,29 |
| 16     | Fălești                                | 43,66 | 36,53 | 31,77 | 6,41  | 15,15 | 1,27 | 4,13 | 0,28 |
| 17     | Florești                               | 43,47 | 41,07 | 35,09 | 8,72  | 5,94  | 2,26 | 1,02 | 0,30 |
| 18     | Glodeni                                | 42,56 | 33,08 | 34,02 | 7,85  | 10,39 | 1,79 | 8,09 | 0,37 |
| 19     | Hîncești                               | 39,94 | 63,87 | 16,90 | 3,09  | 1,93  | 3,43 | 3,62 | 0,55 |
| 20     | Ialoveni                               | 47,58 | 71,80 | 10,05 | 2,58  | 2,57  | 5,03 | 2,23 | 0,44 |
| 21     | Leova                                  | 41,03 | 54,26 | 24,76 | 5,06  | 4,39  | 2,58 | 2,38 | 0,43 |
| 22     | Nisporeni                              | 40,58 | 65,95 | 14,49 | 3,22  | 2,26  | 3,64 | 3,02 | 0,59 |
| 23     | Ocnița                                 | 48,80 | 19,17 | 59,55 | 8,22  | 3,83  | 1,10 | 1,27 | 0,34 |
| 24     | Orhei                                  | 46,66 | 46,70 | 8,97  | 36,98 | 1,06  | 1,50 | 0,85 | 0,38 |
| 25     | Rezina                                 | 47,56 | 48,66 | 26,27 | 11,23 | 2,55  | 4,45 | 1,23 | 0,29 |
| 26     | Rîșcani                                | 46,26 | 32,01 | 41,67 | 5,28  | 8,86  | 2,11 | 5,15 | 0,41 |
| 27     | Sîngerei                               | 41,37 | 46,15 | 28,89 | 7,98  | 8,60  | 2,20 | 1,07 | 0,31 |
| 28     | Soroca                                 | 45,11 | 40,03 | 38,65 | 6,05  | 3,51  | 2,37 | 2,96 | 0,63 |
| 29     | Strășeni                               | 44,10 | 67,55 | 15,48 | 3,03  | 1,90  | 2,80 | 2,51 | 0,60 |
| 30     | Șoldănești                             | 45,72 | 40,64 | 28,79 | 10,43 | 3,21  | 2,83 | 7,48 | 0,36 |
| 31     | Ștefan Vodă                            | 41,63 | 54,11 | 25,09 | 3,89  | 2,32  | 4,75 | 2,98 | 0,57 |
| 32     | Taraclia                               | 42,30 | 6,52  | 58,05 | 28,24 | 1,24  | 0,24 | 0,72 | 0,31 |
| 33     | Telenești                              | 44,37 | 59,59 | 13,01 | 9,34  | 1,22  | 8,29 | 3,01 | 0,37 |
| 34     | Ungheni                                | 43,61 | 50,80 | 28,29 | 4,53  | 3,42  | 2,87 | 3,29 | 0,40 |
| 36     | U.T.A. Gagauzsko                       | 36,87 | 4,14  | 80,75 | 4,86  | 3,15  | 0,15 | 0,55 | 0,03 |
| 35     | Podněstří                              |       | 13,59 | 62,21 | 6,25  | 1,82  | 1,20 | 2,75 | 0,38 |
| 36     | Diplomatické mise (Moldavská diaspora) |       | 86,23 | 2,47  | 0,59  | 2,78  | 1,75 | 0,34 | 0,62 |
| Celkem | Celkem                                 | 48,41 | 52,80 | 27,17 | 5,74  | 4,10  | 2,33 | 1,81 | 0,49 |
| Zdroj: |                                        |       |       |       |       |       |      |      |      |

## Analýza a povolební dění
PAS se stala první stranou, která od dubna 2009 získala sama absolutní většinu křesel, a první stranou, která od roku 2001 získala absolutní většinu hlasů. Bylo to také poprvé od roku 1994, kdy PSRM ani PCRM nezískaly nejvíce hlasů ani mandátů. Bývalý koaliční partner PAS DA rovněž přišel o všechny své mandáty, stejně jako Demokratická strana Moldavska (dříve spojená s oligarchou Vladimirem Plahotniucem, který v roce 2019 uprchl ze země), která poprvé po více než deseti letech již nebyla zastoupena v parlamentu. Kromě toho se do parlamentu nedostala žádná strana s unionistickou platformou.
Předsedkyně soudu Domnica Manoleová 23. července ve svém prohlášení uvedla: „Ústavní soud Moldavska rozhodl o potvrzení výsledků předčasných parlamentních voleb, které se v Moldavsku konaly 11. července 2021, a o uznání mandátů poslanců za platné.“
První zasedání nového parlamentu se konalo 26. července a předsedal mu nejstarší poslanec Eduard Smirnov.
Dne 29. července byl předsedou parlamentu zvolen Igor Grosu (prozatímní předseda PAS). Následující den byla jmenována kandidátkou na premiérku Natalia Gavrilitsaová.
Dne 6. srpna 2021 složila vláda vedena Natalií Gavrilitsaovou přísahu 61 hlasy, všechny od PAS. Dne 10. února 2023 podala Natalia Gavrilitsaová spolu s celou vládou demisi. Úřadovala do 16. února 2023, kdy parlament vyslovil důvěru nové vládě Dorina Receana.

### Dění kolem Strany Șora
Dne 27. dubna byl předseda Strany Șora Ilan Șor, nacházející se v Izraeli, odvolán z funkce poslance. Předtím mu 13. dubna 2023 odvolací soud zdvojnásobil trest na 15 let vězení v nepřítomnosti a zabavil mu majetek. Rozhodnutím ústavního soudu byla strana mimo zákon postavena v červnu 2023, který tak učinil na základě článku 41 moldavské ústavy. Ústavní soud dodal, že zástupci strany v parlamentu budou i nadále vykonávat své mandáty, ale jako nezávislí poslanci bez práva přidružovat se k jiným parlamentním frakcím.